# Patrick Fabiano
Patrick Fabiano Alves Nóbrega (São Paulo, Brasil, 4 de septiembre de 1987), comúnmente conocido como Patrick Fabiano, es un futbolista brasileño quien juega para el Kazma SC en la Liga Premier de Kuwait. Participó en partidos internacionales con Timor Oriental entre 2014 y 2015.
El 19 de enero de 2017, la Confederación Asiática de Fútbol declaró a Patrick Fabiano y a otros once futbolistas brasileños como no-elegibles para representar a Timor Oriental.

## Vida personal
El 18 de junio de 2013, recibió un pasaporte de Timor Oriental y obtuvo doble nacionalidad: Brasil y Timor Oriental. Sin embargo, la Confederación Asiática de Fútbol encontró cuatro años más tarde que tenía un certificado timorense de nacimiento o bautismal falsificado.

## Carrera en clubes

### Kazma SC
El 23 de julio de 2014, se trasladó de nuevo a Kuwait, donde firmó un contrato de tres años con el club de la Liga Premier de Kuwait, el Kazma SC. Hizo su primera aparición en el club el 23 de agosto de 2014, en una derrota por 2-0 ante el Al-Arabi SC y anotó su primer gol en su segunda aparición en el club el 30 de agosto de 2014 en el empate 1-1 contra el Qadsia SC, ganador de la temporada 2013-14 de la Liga Premier de Kuwait. El 9 de diciembre de 2014, marcó el gol más rápido en la historia de la liga, en la victoria 3-0 sobre Al-Yarmouk SC en sólo 7 segundos después del saque inicial.
En la actualidad, se erige como el máximo goleador de la Liga Premier de Kuwait 2014-15, con 17 goles en 19 apariciones.

### Estadísticas en clubes
| Club                | Temporada           | División                             | Liga       | Liga  | Copa       | Copa  | Continental | Continental | Otro       | Otro  | Total      | Total |
| Club                | Temporada           | División                             | Presencias | Goles | Presencias | Goles | Presencias  | Goles       | Presencias | Goles | Presencias | Goles |
| ------------------- | ------------------- | ------------------------------------ | ---------- | ----- | ---------- | ----- | ----------- | ----------- | ---------- | ----- | ---------- | ----- |
| Grêmio Mauaense     | 2006                | Campeonato Paulista                  | 0          | 0     | 11         | 8     | 0           | 0           | 0          | 0     | 11         | 8     |
| Grêmio Mauaense     | Total               | Total                                | 0          | 0     | 11         | 8     | 0           | 0           | 0          | 0     | 11         | 8     |
| Destroyers          | 2007                | Liga de Fútbol Profesional Boliviano | 22         | 19    | 2          | 0     | 0           | 0           | 0          | 0     | 24         | 19    |
| Destroyers          | Total               | Total                                | 22         | 19    | 2          | 0     | 0           | 0           | 0          | 0     | 24         | 19    |
| Blooming            | 2008                | Liga de Fútbol Profesional Boliviano | 7          | 0     | 5          | 3     | 0           | 0           | 0          | 0     | 12         | 3     |
| Blooming            | Total               | Total                                | 7          | 0     | 5          | 3     | 0           | 0           | 0          | 0     | 12         | 3     |
| Tecos U.A.G.        | 2009                | Liga de Ascenso                      | 13         | 2     | 0          | 0     | 0           | 0           | 0          | 0     | 13         | 2     |
| Tecos U.A.G.        | Total               | Total                                | 13         | 2     | 0          | 0     | 0           | 0           | 0          | 0     | 13         | 2     |
| Al-Nasr             | 2009-10             | Liga Premier de Kuwait               | 17         | 12    | 5          | 6     | 0           | 0           | 0          | 0     | 22         | 18    |
| Al-Nasr             | Total               | Total                                | 17         | 12    | 5          | 6     | 0           | 0           | 0          | 0     | 22         | 18    |
| Al-Khaleej          | 2010-11             | División 1 de EAU                    | 17         | 19    | 14         | 24    | 0           | 0           | 0          | 0     | 31         | 43    |
| Al-Khaleej          | 2011-12             | División 1 de EAU                    | 7          | 8     | 5          | 5     | 0           | 0           | 0          | 0     | 12         | 13    |
| Al-Khaleej          | Total               | Total                                | 24         | 27    | 19         | 29    | 0           | 0           | 0          | 0     | 43         | 56    |
| Paranaense          | 2012                | Campeonato Brasileño de Serie B      | 0          | 0     | 4          | 1     | 0           | 0           | 0          | 0     | 4          | 1     |
| Paranaense          | Total               | Total                                | 0          | 0     | 4          | 1     | 0           | 0           | 0          | 0     | 4          | 1     |
| Hatta               | 2012-13             | División 1 de EAU                    | 28         | 25    | 3          | 2     | 0           | 0           | 0          | 0     | 31         | 27    |
| Hatta               | Total               | Total                                | 28         | 25    | 3          | 2     | 0           | 0           | 0          | 0     | 31         | 27    |
| Al-Fujairah         | 2013-14             | División 1 de EAU                    | 22         | 14    | 8          | 6     | 0           | 0           | 0          | 0     | 30         | 20    |
| Al-Fujairah         | Total               | Total                                | 22         | 14    | 8          | 6     | 0           | 0           | 0          | 0     | 30         | 20    |
| Kazma               | 2014–15             | Liga Premier de Kuwait               | 24         | 22    | 1          | 1     | 0           | 0           | 5          | 0     | 30         | 23    |
| Kazma               | 2015–16             | Liga Premier de Kuwait               | 17         | 19    | 0          | 0     | 0           | 0           | 0          | 0     | 17         | 19    |
| Kazma               | Total               | Total                                | 41         | 41    | 1          | 1     | 0           | 0           | 5          | 0     | 47         | 41    |
| Total de la carrera | Total de la carrera | Total de la carrera                  | 152        | 119   | 49         | 51    | 0           | 0           | 0          | 0     | 209        | 175   |

## Estadísticas de selección

### Goles internacionales
Actualizado al 27 de octubre de 2015
| # | Fecha                 | Sede                                             | Oponente | Marcador | Resultado final | Competición                              |
| - | --------------------- | ------------------------------------------------ | -------- | -------- | --------------- | ---------------------------------------- |
| 1 | 12 de octubre de 2014 | Nuevo Estadio Nacional de Laos, Vientián, Laos   | Brunéi   | 4–2      | 4–2             | Calificación Campeonato de la ASEAN 2014 |
| 2 | 17 de marzo de 2015   | Centro de Fútbol de la FFM, Ulan Bator, Mongolia | Mongolia | 1–0      | 1–0             | Calificación para Copa Mundial 2018      |